# Jocko Willink
John Gretton «Jocko» Willink, también conocido como Jocko Willink (8 de septiembre de 1971), es un oficial y SEAL retirado de la Marina de los Estados Unidos. Es también un podcaster y escritor. Su servicio militar vio acciones de combate en la guerra en Irak, donde finalmente estuvo al mando de la Task Unit Bruiser, en el Equipo 3 de los Navy Seals, que luchó en la batalla sangrienta contra insurgentes iraquíes en Ramadi. Fue honrado con la  Estrella  de Plata y la Estrella de Bronce al valor por su servicio. Alcanzó el rango de Teniente Comandante (Lt. Cdr.).
Willink es coautor de los libros Extreme ownership y The dichotomy of leadership (con su amigo Navy SEAL Leif Babin) y cofundó la firma de consultoría Echelon Front. Willink es anfitrión de un pódcast semanal, The Jocko Podcast, con su compañero practicante de brasileño jiu jitsu Eco Charles.

## Carrera militar
Después de su entrenamiento de recluta en la Marina, y su formación como operador de radio, Willink se inscribió en el programa de Demolición Submarina Básica SEAL (BUD/S, por sus siglas en inglés), en Coronado, California. Sirvió durante ocho años como Navy SEAL en los Equipos Uno y Dos. Willink formó parte del equipo de Navy SEAL que capturó el buque tanque ruso Volga-Neft-147 en el Golfo de Omán, el cual llevaba petróleo iraquí en violación del embargo económico de la ONU. Willink obtuvo su comisión como oficial mediante la Escuela de Candidatos a Oficiales y eventualmente llegó a ser comandante de batallón. Willink completó múltiples despliegues en Asia, Oriente Medio y Europa. Durante Operación Libertad iraquí  se desplegó a la ciudad iraquí de Ramadi en 2006 con el Navy SEAL Equipo Tres como comandante de Task Unit Bruiser, la cual incluyó a Marc Alan Lee, Michael Monsoor, Jonny Kim, Kevin Lacz, y Chris Kyle. Willink también sirvió como instructor Navy SEAL durante su carrera. Se retiró en octubre de 2010 después de que 20 años de servicio.

## Carrera después de la Marina
Junto con Leif Babin, Willink fundó Echelon Front, una empresa de consultoría de liderazgo. Él y Babin son coautores de dos libros sobre liderazgo basados en sus experiencias de combate. Después de aparecer en los podcasts de Tim Ferriss, Joe Rogan, y Sam Harris, Willink empezó su podcast semanal propio, The Jocko Podcast.